# 高橋真理子 (ジャーナリスト)
高橋 真理子（たかはし まりこ、1956年 - ）は、日本の科学ジャーナリスト。元朝日新聞科学コーディネーター。 東京大学理学部物理学科を卒業後、朝日新聞社入社。一貫して科学（物理、医療、環境）分野のジャーナリズムを担当している。2011年4月から朝日新聞の編集委員。主なテーマ「科学と社会」。日本科学技術ジャーナリスト会議・副会長。
朝日新聞がウェブで展開する言説空間「WEBRONZA」の科学・環境ジャンルに随時寄稿しているほか、朝日グループのジャーナリズムTV「朝日ニュースター」（衛星チャンネル）のトーク番組「科学朝日」に案内役としてレギュラー出演している。

## 略歴
以下の情報の出典
- 東京都出身
- 1979年3月 東京大学理学部物理学科 卒業
- 1979年4月 朝日新聞社入社、
- 1997年4月 朝日新聞、岐阜支局、東京本社科学部、出版局「科学朝日」編集部、大阪本社科学部次長を経て、論説委員（科学技術、医療担当）
- 2004年9月 朝日新聞、東京本社科学医療部次長
- 2006年12月　朝日新聞、科学エディター（科学部長）
- 2011年4月　朝日新聞、編集局記者、経営企画室主査を経て、編集委員。主なテーマ「科学と社会」
- 2021年9月　朝日新聞を退社[3]

## 著書

### 原著
- 『村山さん、宇宙はどこまでわかったんですか？』（共著）朝日新聞出版　2014年8月 ISBN 978-4-02-273500-3
- 『最新子宮頸がん予防　ワクチンと検診の正しい受け方』朝日新聞出版　2011年11月 ISBN 978-4-02-330939-5

### 訳書
- 『量子力学の基本原理　なぜ常識と相容れないのか』1997年9月 ISBN 978-4535782532
- 『ノーベル賞を獲った男』（共訳）1988年11月 ISBN 978-4022559296